# Ourcq
Ourcq és un riu de França, afluent del riu Marne per la part dreta i un subafluent del riu Sena (on desemboca).
Neix a prop de Fère-en-Tardenois al departament de l'Aisne. Té una conca de 1.100 km², uns 87 km de llargada i un cabal de 2,12 m³/s a Chouy.

## Afluents
- Ruisseau du Moulin
- Ru de Coupé
- Ru du Paradis
- Ruisseau de Favières
- Ru d'Oie
- Ru du pont brûlé
- Ru de la Sablionnère
- Ru de la Pelle
- Ru Saint-Georges
- Ru Vacher
- L'Ordrimouille
- Ru de Nanteuil
- Ru Garnier
- Ru de Chaudailly
- Le Wadon
- Ru de Pudeval
- Ru du Gril
- La Savières
- Ru d'Autheuil
- L'Allan
- La Grivette
- Le Clignon
- Ru de la Croix Hélène
- La Gergogne
- Ru Jean Racet
- Ru de Chaton
- Ru de Méranne

## Hidrologia
Una part del seu curs està canalitzat des del segle xix per a esdevenir una via fluvial important per aprovisionar París: el canal de l'Ourcq que alimenta el canal Saint-Martin i el canal Saint-Denis entrant a Paris a nivell de la conca de La Villette.

## Fauna piscícola
El riu l'Ourcq presenta una fauna aquàtica molt important : ablette (Alburnus alburnus), vairon (Phoxinus phoxinus), épinoche à trois épines (Gasterosteus aculeatus), épinochette (Pungitius pungitius), rotengle (Scardinius erythrophthalmus), gardon (Rutilus rutilus), vandoise (Leuciscus leuciscus), hotu (Chondrostoma nasus), goujon commun (Gobio gobio), barbeau commun (Barbus barbus), tanche (Tinca tinca), carpe cuir i carpe miroir (Cyprinus carpio carpio), carpe commune (Cyprinus carpio), chevesne (Squalius cephalus), grémille (Gymnocephalus cernua), sandre (Sander lucioperca), perche commune (Perca fluviatilis), perche arc-en-ciel (Lepomis gibbosus), grand brochet (Esox lucius), silure glane (Silurus glanis), brème commune (Abramis brama), truite fario (Salmo trutta), omble de fontaine (Salvelinus fontinalis), chabot commun (Cottus gobio), anguille d'Europe (Anguilla anguilla), lamproie de Planer (Lampetra planeri), truite arc-en-ciel (Oncorhynchus mykiss) (laché) i cristivomer (Salvelinus namaycush) (laché?).
A la riba sorrenca del riu hi ha ranuncles aquàtics i nenúfar groc (Nuphar lutea)

## Balanç ecològic
La modificació humana del medi aquàtic del riu l'Ourcq ha portat, en menys de 10 anys, a la desaparició de nombroses espècies piscícoles.